# Sylvester Stadler
Sylvester Stadler (30 de diciembre de 1910 - 23 de agosto de 1995) fue un comandante austríaco de alto rango de las Waffen-SS, comandante de la División SS Hohenstaufen, y previamente el comandante del regimiento de las SS cuya 3.ª Compañía fue responsable de la masacre de Oradour-sur-Glane. Con solo 34 años al final de la guerra, ocupó el rango de SS-Brigadeführer y mayor general de las Waffen SS y fue condecorado con la Cruz de Caballero con Hojas de Roble.

## Biografía
Stadler nació en Austria, hijo de un minero de Styria, que aprendió la profesión de ingeniero eléctrico después de la escuela elementa y estatal en Judenburg pero se unió al partido Nazi y a las SS en mayo de 1933.
Al principio de la Segunda Guerra Mundial, dirigió una compañía de las SS-Verfügungstruppe. Después luchó con las SS-Verfügungsdivision en Francia en 1940, donde fue herido cerca de Arras. También tomó parte en la campaña de los Balcanes en 1941. Después de ser herido de nuevo en la batalla de Moscú en 1941, fue por breve tiempo empleado como profesor de tácticas en la Escuela SS-Junker en Braunschweig.
Desde el 1 de marzo de 1942 comandó el 2.º Batallón del Regimiento de Granaderos Panzer Der Führer perteneciendo a la División SS Das Reich. En mayo de 1943 fue nombrado comandante del regimiento entero Der Führer con el que luchó en Rusia. Por rechazar una intrusión del Ejército Rojo cerca de Járkov, le fue concedida la Cruz de Caballero de la Cruz de Hierro el 6 de abril de 1943.
Para recuperar el regimiento Der Führer, que había sido severamente diezmado en Rusia, fue relocalizado en Francia, en el área de Toulouse, a principios de 1944, al igual que los restos de la 2.ª División SS Panzer “Das Reich”. A la división se le ordenó dirigirse al norte a combatir las fuerzas desembarcadas Aliadas en Normandía en junio de 1944.
Mientras Stadler era comandante del regimiento Der Führer, una unidad subordinada bajo su mando cometió la masacre de Oradour-sur-Glane. El 10 de junio de 1944, parte del regimiento, dirigido por el SS-Sturmbannführer Adolf Diekmann, mató a 642 habitantes de Oradour-sur-Glane. Stadler ordenó un consejo de guerra para Diekmann; este último murió en combate antes de poder enfrentarse al juicio ordenado.
El 10 de julio de 1944, Stadler fue nombrado comandante de la División SS Hohenstaufen; esta luchó en el frente oriental, en Normandía, en la bolsa de Falaise, en Arnhem ("Operación Market Garden"), en la ofensiva de las Ardenas y en Hungría. Rindió su división al Ejército de EE. UU. en Austria en mayo de 1945.

## Condecoraciones
- Cruz de Hierro (1939) 2ª Clase (25 de septiembre de 1939) & 1ª Clase (26 de junio de 1940)[1]
- Cruz de Caballero de la Cruz de Hierro con Hojas de Roble y Espadas
  - Cruz de Caballero el 6 de abril como SS-Sturmbannführer y comandante del II./SS-Panzergrenadier-Regiment "Der Führer"[2]
  - 303ª Hojas de Roble el 16 de septiembre de 1943 como SS-Obersturmbannführer y comandante del SS-Panzergrenadier-Regiment "Der Führer"[2]
  - Espadas en 1945 como comandante de la División SS Hohenstaufen (?) No se pueden hallar evidencias de la condecoración en el Archivo Federal de Alemania. Stadler afirmó que Sepp Dietrich le propuso el 22 de marzo de 1945, aunque la División SS Hohenstaufen no estaba subordinada al 6.º Ejército Panzer.[3]